# Papo-de-peru-do-miúdo
A papo-de-peru-do-miúdo (Aristolochia esperanzae) é uma espécie sul-americana de planta da família das aristoloquiáceas.